# Новолазаревская
Новола́заревская — советская, российская антарктическая станция. Была открыта 18 января 1961 года во время 6-й Советской Антарктической экспедиции. Станция расположена в юго-восточной части оазиса Ширмахера на побережье Земли Королевы Мод, примерно в 80 км от берега моря Лазарева. К северу от станции простирается шельфовый ледник со слабо волнистой поверхностью, заканчивающейся ледниковым куполом Ленинградским. С юга подходит склон материкового ледникового щита, который уже на расстоянии 50 км достигает высоты 1000 м. На этом склоне над льдом возвышается несколько нунатаков. 
На станции проводятся исследования по метеорологии, геофизике, гляциологии, океанологии.

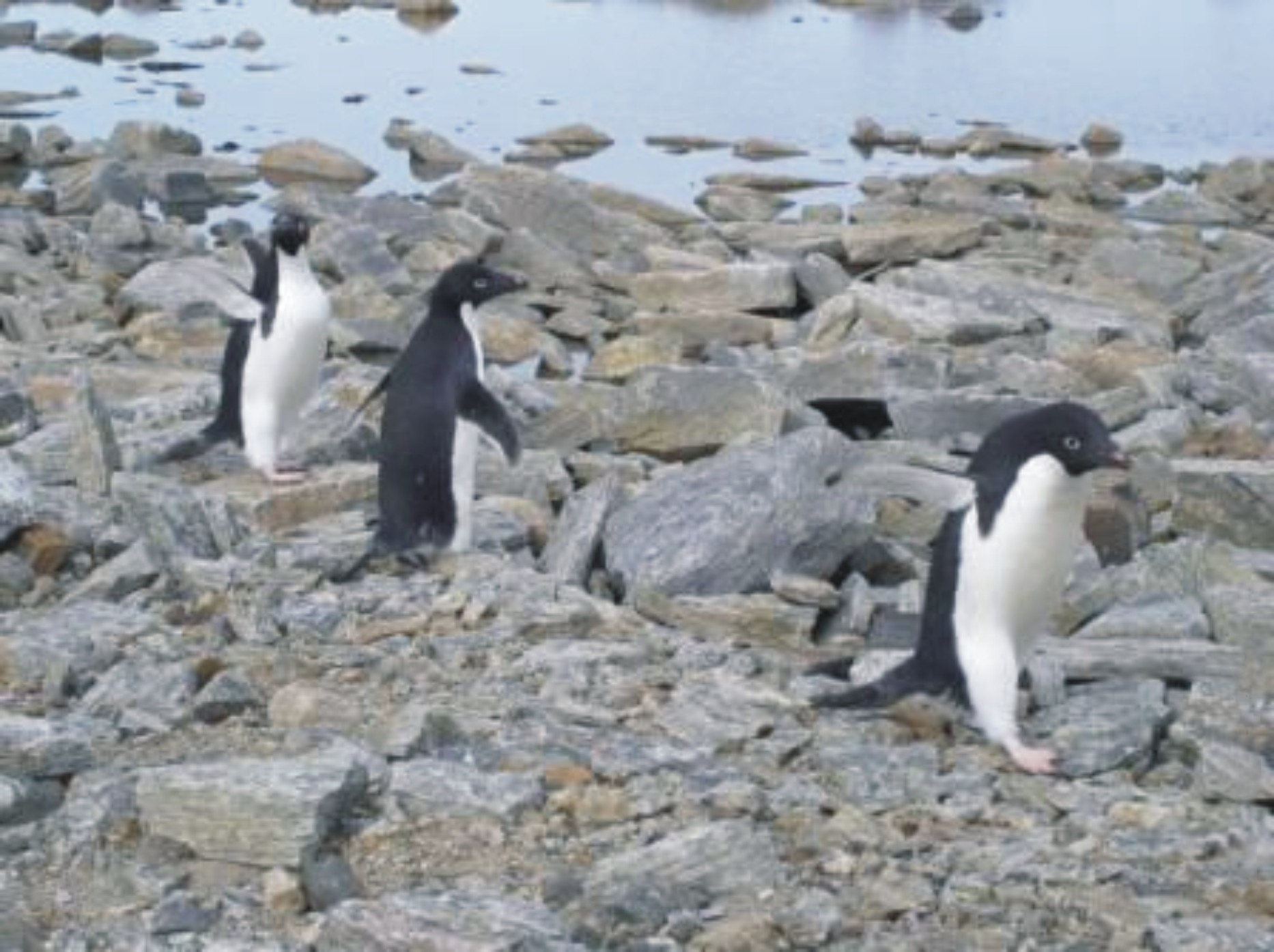
Пингвины Адели вблизи станции Новолазаревская

## История
Выбрать место строительства и построить станцию было поручено Владиславу Гербовичу. Открыта 18 января 1961 года, заменила станцию «Лазарев».
1 апреля 1961 года открыта сейсмическая станция «Новолазаревская» (код NVL).
30 апреля 1961 года врач 6-й Советской антарктической экспедиции на станции Новолазаревская Леонид Рогозов выполнил себе хирургическую операцию по поводу острого аппендицита.
На станции впервые в Антарктиде была зарегистрирована электроэнцефалограмма человека. Регистрация выполнена во время Двенадцатой Советской Антарктической экспедиции (1966—1968 год) врачом станции Павлом Владимировичем Бундзеном в рамках комплексного психофизиологического исследования.

## Климат
Климат оазиса Ширмахера с преобладанием признаков континентальности формируется при низких температурах, в основном соответствуя интенсивности солнечной радиации. При этом погода складывается в зависимости от типа ветров, определяющих характер облачности и температуры воздуха. Доминирующие, наиболее интенсивные циклонические ветры восточного и юго-восточного направления вызывают в оазисе повышение температуры зимой и понижение летом, что сопровождается значительной облачностью, метелями, снегопадами и штормовыми ветрами. Временами стоковый ветер юго-юго-восточного направления вызывает в оазисе резкий перепад температуры воздуха и скорости ветра, сочетаясь при этом с ясной погодой и понижением влажности воздуха до 30-40%. Средняя годовая температура воздуха в районе станции −11°C, минимальная −41°C, максимальная +9,9°C. В среднем за год выпадает в районе 300 мм осадков.. Часто дуют стоковые ветры, сопровождаемые сильными метелями. Полярные ночь или день длятся около двух месяцев.
Животная жизнь оазиса представлена редкими гнездовьями птиц — снежного буревестника, Вильсоновой качурки, южнополярного поморника. Заходы сюда пингвинов Адели единичны.

## Аэродром

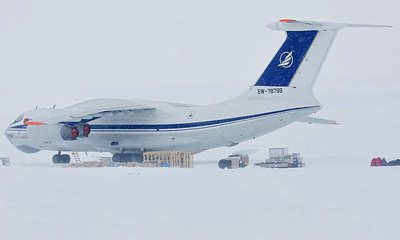
Разгрузка ИЛ-76 на аэродроме

В 12 км к югу от станции, на леднике, расположен аэродром — один из самых крупных и загруженных в Антарктиде. Снежно-ледовая взлётно-посадочная полоса была построена в 1979 году для приёма самолётов Ил-76. Аэродром арендован и полностью обслуживается южно-африканской компанией Antarctics Logistics Centre International (ALCI), основанной с данной целью россиянином А. В. Турчиным и входящей в международную авиационную корпоративную программу DROMLAN. Данная программа объединяет в себе 11 аэродромов полярных станций, работающих в данном регионе.

## Сейсмическая станция
1 апреля 1961 года открыта телесейсмическая цифровая трехкомпонентная станция «Новолазаревская» (код NVL). С июля 1999 года на станции для наблюдений используется широкополосный сейсмометр СКД с 16-разрядной цифровой станцией SDAS (Seismic digital acquisition station), разработанной Геофизической службой РАН (г. Обнинск) совместно с НПО «Геотех».Аппаратура обладает полосой пропускания 0.04–3 Гц, частотой квантования 20 Гц и динамическим диапазоном около 90 дБ, что обеспечивает цифровой сбор, хранение и обработку сейсмических данных. Датчики расположены в шахте на коренных породах (гнейсах) в 50 метрах от станции обработки.  Цифровые записи землетрясений обрабатываются на компьютере и архивируются на компакт-дисках, которые после экспедиции передаются в архив Геофизической службы РАН. 16 июня 2023 года на сейсмической станции NVL была введена в эксплуатацию новая система сбора данных, включающая трехкомпонентный широкополосный сейсмометр Trillium Compact TC120-SV1 (серийный номер 45562) и трехканальный цифровой регистратор Centaur CTR2-3S-8. 